# فرودگاه تومواراما
فرودگاه تومواراما (به انگلیسی: Umuarama Airport) (به زبان بومی: Aeroporto Orlando de Carvalho) یک فرودگاه همگانی ۲۸۵۱ با کد یاتا UMU است که یک باند فرود بله دارد و طول باند آن آسفالت متر است. این فرودگاه در کشور پارانا قرار دارد و در ارتفاع ۴۷۵ متری از سطح دریا واقع شده است.